# Okanagan—Coquihalla

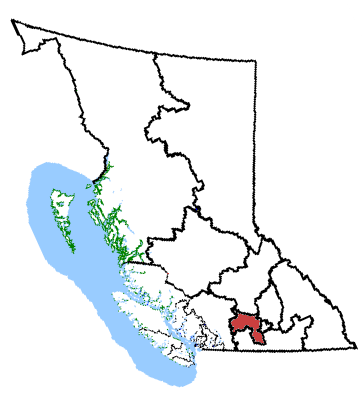
Okanagan—Coquihalla par rapport à d’autres circonscriptions électorales fédérales de la Colombie-Britannique

Okanagan—Coquihalla est une ancienne circonscription électorale fédérale canadienne de la Colombie-Britannique, représentée de 1997 à 2015.

## Circonscription fédérale
La circonscription se situait au centre-sud de la Colombie-Britannique et représentait les entités municipales de Penticton, Summerland, Merritt, Okanagan-Similikameen, Tsinstikeptum, Peachland et Logan Lake. 
Les circonscriptions limitrophes étaient Chilliwack—Fraser Canyon, Kamloops—Thompson—Cariboo, Kelowna—Lake Country, Okanagan—Shuswap et Colombie-Britannique-Southern Interior. 
Elle possédait une population de 107 316 personnes, dont 82 043 électeurs, sur une superficie de 10 638 km². 

## Résultats électoraux
|       | Candidat        | Parti        | # de voix | % des voix |
|       | Dan Albas       | Conservateur | +28 525,  | 53,58 %    |
|       | John Kidder     | Libéral      | +05 815,  | 10,92 %    |
|       | David Finnis    | NPD          | +12 853,  | 24,14 %    |
|       | Dan Bouchard    | Vert         | +05 005,  | 9,4 %      |
|       | Sean Upshaw     | Indépendant  | +00860,   | 1,62 %     |
|       | Dietrich Wittel | Indépendant  | +00180,   | 0,34 %     |
| Total | Total           | Total        | 53 238    | 100 %      |

|       | Candidat          | Parti        | # de voix | % des voix |
|       | (x) Stockwell Day | Conservateur | +28 765,  | 58,13 %    |
|       | Valerie Hallford  | Libéral      | +05 883,  | 11,89 %    |
|       | Ralph Poynting    | NPD          | +08 236,  | 16,64 %    |
|       | Dan Bouchard      | Vert         | +06 603,  | 13,34 %    |
| Total | Total             | Total        | 49 487    | 100 %      |

## Historique
La circonscription est créée en 1996 à partir des circonscriptions de Fraser Valley East et d'Okanagan—Similkameen—Merritt. En 2003, une partie de Kamloops, Thompson et Highlands Valley est rattachée à la circonscription. Abolie lors du redécoupage de 2012, elle est redistribuée parmi Central Okanagan—Similkameen—Nicola et Okanagan-Sud—Kootenay-Ouest.
1. 1997-2000 — Jim Hart (en), PR (1997-2000) et AC (2000) (député depuis 1993)
2. 2000-2011 — Stockwell Day, AC (2000-2003) et PCC (2003)
3. 2011-2015 — Dan Albas, PCC

- AC = Alliance canadienne
- PCC = Parti conservateur du Canada
- PR = Parti réformiste du Canada

1. ↑  Élections Canada.